# Calipso de El Callao
El Calipso de El Callao se refiere a una celebración de carnaval que se da lugar en el Estado Bolívar, Venezuela. 

## Historia
El Calipso de El Callao se remonta a la época en que los antillanos llegaron a Venezuela a partir del año 1870. Durante el siglo XIX muchos migraron desde las islas caribeñas, siendo los Trinitarios británicos la población más notable por ser la más numerosa en el Caribe afroamericano. Se establecieron mayoritariamente en el pueblo de El Callao, donde trabajaban en las minas de oro. Con sus costumbres llegó también su música, que más tarde se hizo muy popular en la ciudad, y posteriormente en el Estado Bolívar. El calipso de la región fue el resultado de una mezcla de géneros de Venezuela y el Caribe y se canta en español y/o inglés caribeño. Está íntimamente relacionado con la temporada de Carnaval, una tradición también traída por la gente de las Indias Occidentales.
El importante asentamiento de mano de obra cerca del río Yuruari hizo que confluyeran diversas culturas y con ello un infinito número de idiomas, costumbres, música y canto, entre ellos el calipso y el patuá. Así pues, los pobladores –de diverso origen– vieron en el calipso el medio perfecto para celebrar la alegría de vivir, de sentir, de transmitir sus penas y nostalgias y, en algunos casos, como interpretaciones divinas para el florecimiento de la industria del oro para el pueblo venezolano.

## Realización
Generalmente se realiza en los meses de carnaval de febrero y marzo, donde se realiza con concursos en el que los ganadores se coronaron como el Rey y la Reina del Calipso, siendo esto una tradición cultural popular. Las Madamas, los Mediopintos y los Diablos danzantes, con sus características particulares, reflejan el sentir y el ideario de una época, que se revive en cada carnaval en El Callao. 
Una de las mujeres insignias de este carnaval, que se renueva en cada canto y cada alegoría, es Isidora Agnes. Su nombre es representativo y evoca el esfuerzo por impulsar una tradición que ha dejado en alto el nombre de la localidad. La Madama Isidora vestía sus coloridos trajes y con su humilde sentir, hizo de El Callao una fiesta universal. Isidora fue la encargada de reorganizar las comparsas y darle vida de nuevo a la festividad carnestolenda. Todos los años animaba las fiestas y los bailes al son del calipso.
Los instrumentos popularmente usados para el rendimiento de este singular género musical durante la época de Carnaval son: los tambores, cuatro, maracas, guitarra eléctrica, campana, bajo y la charrasca, aunque con los años se han aplicado otros instrumentos como el piano eléctrico u órgano eléctrico.